# (1058) Grubba
(1058) Grubba ist ein Asteroid des Hauptgürtels, der am 22. Juni 1925 vom russischen Astronomen Grigori Abramowitsch Schain am Krim-Observatorium in Simejis (IAU-Code 094) entdeckt wurde.
Benannt ist der Asteroid nach Howard Grubb von Sir Howard Grubb, Parsons and Co., England, dem Erbauer des 40-Inch-Reflektors des Krim-Observatoriums.